# Campanile di San Martino (Lucca)
Il campanile di San Martino è la torre campanaria della cattedrale di Lucca e si trova in piazza San Martino.

## Storia
Fin dalle sue origini la città di Lucca ha costituito un importante punto di passaggio sulla via di collegamento tra il nord Europa e Roma. Ventiseiesima tappa dell'itinerario percorso nel X secolo dal Vescovo Sigerico di Canterbury, Lucca si trovava sulla via Francigena; le sue alte mura e le numerose torri, che corredavano sia gli edifici privati che quelli religiosi, come suggeriscono anche le più antiche rappresentazioni della città contenute nelle Croniche di Giovanni Sercambi, offrivano sicuro rifugio ai viandanti, ai pellegrini e ai mercanti.
Tra i campanili di maggiore importanza della città di Lucca va certamente annoverato quello della Cattedrale posto all'angolo sud della facciata. Fin dalla sua fondazione la cattedrale ha sempre occupato una posizione periferica, essendo attigua alle diverse cerchie murarie cittadine e in particolare al versante meridionale, considerato la parte più vulnerabile in quanto rivolta verso la città di Pisa. Per la sua vicinanza alle mura poste a difesa della città è molto probabile che il campanile della cattedrale di Lucca abbia svolto anche una funzione civile. D’altro canto la presenza di un possente stilobate e la qualità di finitura che lo caratterizza lascia supporre che, secondo una prassi molto diffusa, nel progetto originario il campanile fosse separato dalla fabbrica della cattedrale e potesse aver avuto genesi e destinazione d'uso gentilizia.

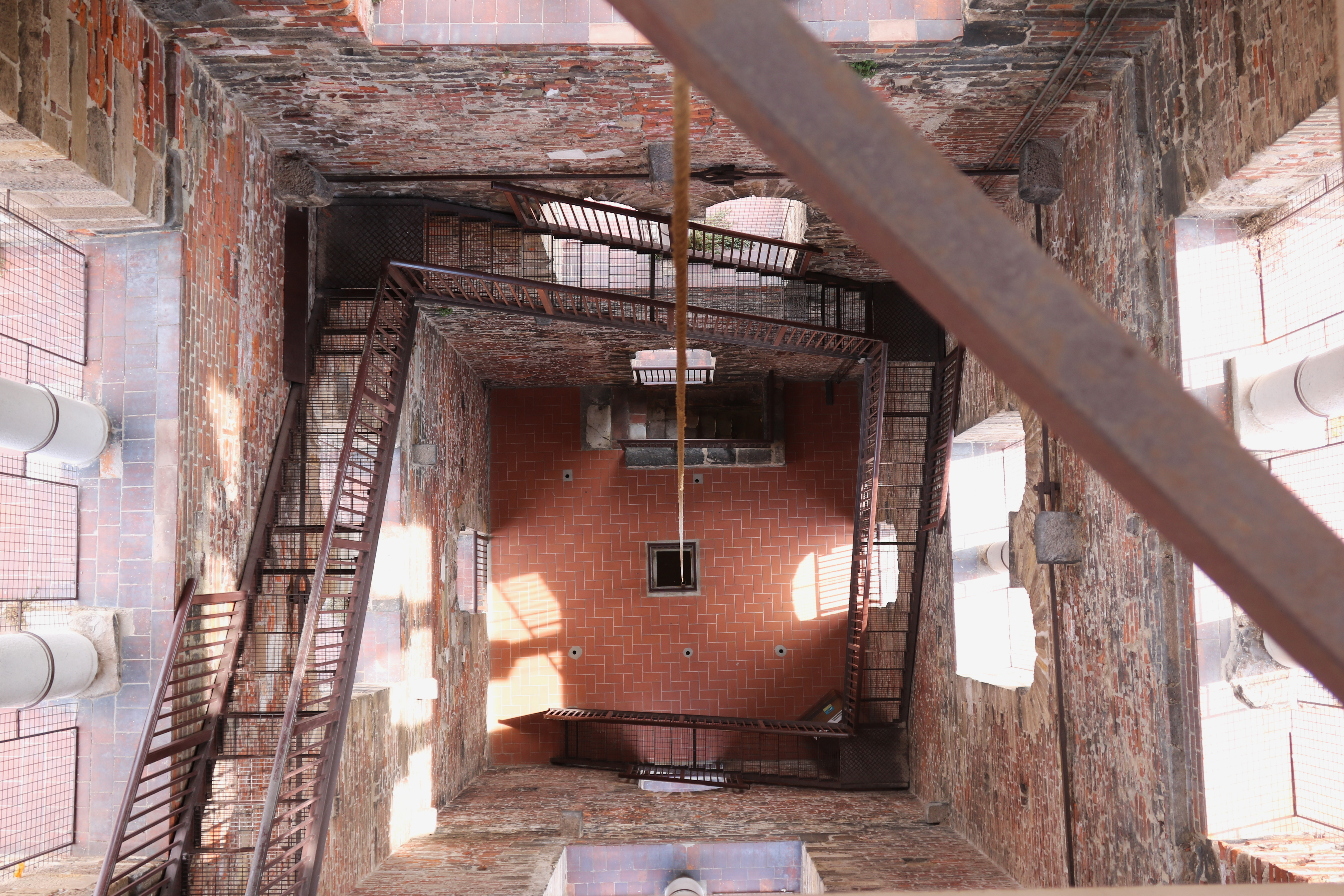
Interno del campanile

Nonostante la coesistenza di materiali e tecniche esecutive diverse che ne rivelano la complessa genesi, la struttura architettonica appare coerente nel suo sviluppo verticale, anche nel progressivo inserimento di elementi in calcare bianco. Il campanile alto 59,5 m, poggia su un robusto stilobate a base quadrangolare in verrucano. Il prospetto si apre verso l'esterno con cinque ordini di polifore (dal basso, rispettivamente monofore, bifore, trifore e due piani con quadrifore); il coronamento superiore è costituito da merli ghibellini. Attraverso l’uso di cornici marcapiano viene ripresa la suddivisione in ordini che caratterizza il frontespizio della cattedrale. L’edificazione del frontespizio riferibile al 1204, come svela l’iscrizione retta dalla statua di Guidetto da Como sull’angolo tra campanile e controfacciata, fu condizionata dalla preesistenza del campanile; il prospetto del portico risulta infatti asimmetrico. La parte inferiore del campanile, almeno fino ad un terzo della sua struttura deve essere riferita ad un’epoca anteriore al XII secolo. Dalla seconda metà del XIII secolo la ripresa dei lavori è contrassegnata dall'uso del calcare della cave di San Lorenzo a Vaccoli nel Monte Pisano; l’edificazione si concluse probabilmente all’inizio del Trecento come ci attesta indirettamente l’esecuzione delle due campane maggiori realizzate tra 1320 e 1324 sotto l’operaro Matteo Campanari e il suo successore Bonaventura Rolenzi. All'interno del campanile, vi è un concerto di sette campane in Mi♭3 calante, delle quali alcune dei secoli XIII-XIV.
Il campanile è stato oggetto di numerosi restauri, in quanto più volte colpito da fulmini come risulta dai vari cenni contenuti nei libri di spesa dell’Opera di S. Croce “spese per accomodare il campanile per danno fatto dalla saetta”. Il restauro ultimato nel 2016, fondamentale per una migliore comprensione delle vicende costruttive di questa interessante struttura, permette oggi di salire fino alla sommità della torre (217 gradini) ed ammirare uno straordinario e ampio panorama che abbraccia tutta la città di Lucca.

## Profilo turistico
Insieme ad altri monumenti che si affacciano su piazza San Martino (la Cattedrale, il Museo della Cattedrale, il Battistero e l'area archeologica della chiesa dei Santi Giovanni e Reparata), il Campanile è parte dell'itinerario di visita del Complesso Museale e Archeologico della Cattedrale di Lucca.